# 979 (szám)
A 979 (római számmal: CMLXXIX) egy természetes szám, félprím, a 11 és a 89 szorzata.

## A szám a matematikában
A tízes számrendszerbeli 979-es a kettes számrendszerben 1111010011, a nyolcas számrendszerben 1723, a tizenhatos számrendszerben 3D3 alakban írható fel.
A 979 páratlan szám, összetett szám, azon belül félprím, kanonikus alakban a 111 · 891 szorzattal, normálalakban a 9,79 · 102 szorzattal írható fel. Négy osztója van a természetes számok halmazán, ezek növekvő sorrendben: 1, 11, 89 és 979.
A 979 négyzete 958 441, köbe 938 313 739, négyzetgyöke 31,28898, köbgyöke 9,92950, reciproka 0,0010215. A 979 egység sugarú kör kerülete 6151,23842 egység, területe 3 011 031,204 területegység; a 979 egység sugarú gömb térfogata 3 930 399 398,9 térfogategység.